# زينوايجان
زينوايجان هي قرية في مقاطعة بيرانشهر، إيران. يقدر عدد سكانها بـ 150 نسمة بحسب إحصاء 2016.